# Västra Nybyn
Västra Nybyn är en by i Överkalix distrikt (Överkalix socken) i Överkalix kommun, Norrbottens län (Norrbotten). Byn ligger på västra sidan av Kalixälven mittemot Nybyn, vid sidan av riksväg 98, cirka fem kilometer norrut från tätorten Överkalix. Från 2020 till 2023 klassades byn av SCB som en småort.
Området där byn ligger, Storholmen, utgör en ö mellan Kalixälven i öster och den ur denna genom bifurkation bildade Lillån i väster.